# Herman Knickerbocker

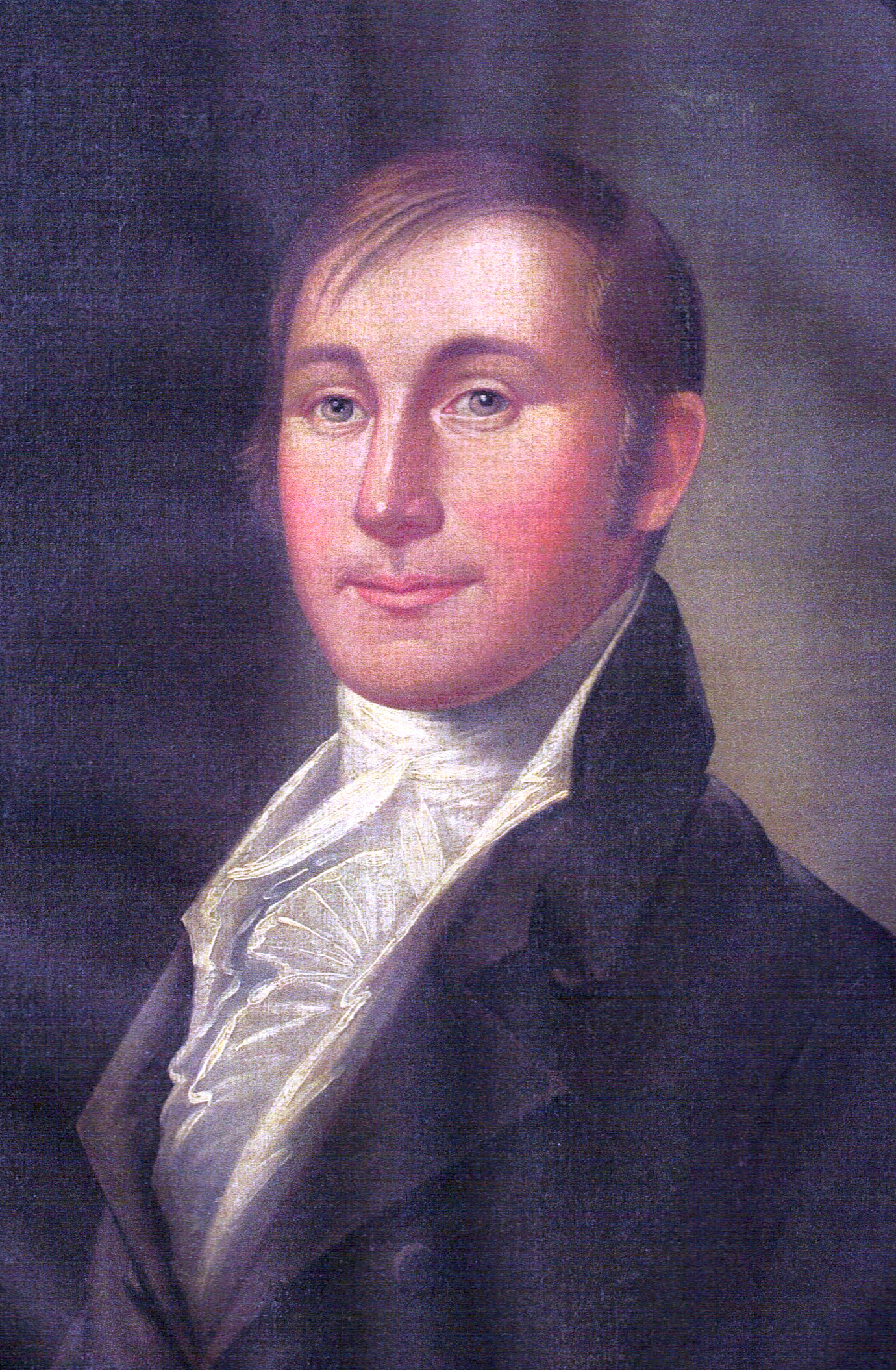
Herman Knickerbocker

Herman Knickerbocker (* 27. Juli 1779 in Albany, New York; † 30. Januar 1855 in Williamsburg, New York) war ein US-amerikanischer Jurist und Politiker. Zwischen 1809 und 1811 vertrat er den Bundesstaat New York im US-Repräsentantenhaus.

## Werdegang
Herman Knickerbocker wurde während des Unabhängigkeitskrieges in Albany geboren. Er schloss seine Vorbereitungsstudien ab und studierte danach Jura. Seine Zulassung als Anwalt erhielt er 1803 und begann dann, in Albany zu praktizieren. Knickerbocker zog auf ein Anwesen in Schaghticoke, einer Nachbarstadt von Albany, wo er wegen seiner Vorliebe für seine großen rauschenden Feste und andere Entertainments den Spitznamen „the Prince of Schaghticoke“ erhielt. Politisch gehörte er der Föderalistischen Partei an.
Bei den Kongresswahlen des Jahres 1808 wurde Knickerbocker im sechsten Wahlbezirk von New York in das US-Repräsentantenhaus in Washington, D.C. gewählt, wo er am 4. März 1809 die Nachfolge von Daniel C. Verplanck antrat. Da er auf eine erneute Kandidatur zwei Jahre später verzichtete, schied er nach dem 3. März 1811 aus dem Kongress aus.
Danach saß er im Jahr 1816 in der New York State Assembly und war Richter in Rensselaer County. Er verstarb am 30. Januar 1855 in Williamsburg und wurde dann auf dem Friedhof der Familie Knickerbocker in Schaghticoke beigesetzt.

## Trivia
Washington Irving, ein enger Freund, machte sich dessen Namen zu eigen und schrieb dann unter dem Pseudonym „Dietrich Knickerbocker“ über das koloniale New York. Als Folge davon wurden später die Begriffe „knickerbocker“ und „knick“ für alles verwendet, das New Yorks holländische Geschichte und Kultur symbolisierte.
Die Knickerbocker Familie war auch für das Tragen eines bestimmten Stils von kurzen Hosen mit hohen Strümpfen bekannt. Als Folge davon wurden die Begriffe „knickerbockers“ und „knickers“ zu Beschreibung einer Art von Frauenunterwäsche verwendet sowie kniehohen Hosen beim Golf, Fußball und Baseball.
Die Knickerbocker Historical Society hat die Knickerbocker Family Mansion restauriert, die der Öffentlichkeit offensteht.